# Reserva natural Laguna de Apoyo
Reserva natural Laguna de Apoyo más conocida como Laguna de Apoyo es un área protegida de Nicaragua reconocida como reserva natural desde 1991 por el Ministerio del Ambiente y los Recursos Naturales (MARENA) que se ubica entre los departamentos de Masaya y Granada de este país centroamericano.
Es un cuerpo de agua de origen volcánico. Tiene una superficie de 19.44 km².

## Historia
Según la historia natural de Nicaragua la laguna de Apoyo se formó hace unos veintitrés mil años, después de la explosión del Volcán Pre-Apoyo que dejó el actual cráter de Apoyo.  Los indígenas aprovechaban sus aguas para la pesca, y en algunos lugares cercanos a la laguna hicieron petroglifos en honor a sus dioses. La sacralidad de este espacio privilegiado está también evidenciada por la presencia de dos cementerios indígenas, aunque no hay restos de asentamiento dentro del cráter (si en las zonas exteriores).

## Topografía
Un cráter de unos seis kilómetros de diámetro con laderas empinadas bordea el cuerpo de agua. El bosque en algunos lugares aún se encuentra en buen estado, conservando las especies autóctonas.

## Hidrografía
El agua es un poco salobre, y proviene de la cuenca de su cráter. No cuenta con afluentes importantes. En verano las costas retroceden cerca de diez metros y en la época lluviosa retornan a su nivel máximo. En épocas lluviosas extremas como la provocada por el huracán Mitch el ascenso del nivel llega a ser extremo, pero no significa un peligro para las comunidades cercanas. Mediciones realizadas por el INETER confirman que el nivel de la Laguna ha descendido 6 metros en los últimos 20 años y tiene una profundidad máxima de 176 metros.
Por ser una laguna de origen volcánico, al llegar el agua a su nivel máximo los gases que el volcán aún expulsa en ciertos lugares generan fuentes de aguas termales naturales. Esto ha dado lugar a una acumulación por encima de lo permitido de Arsénico para el consumo humano, pero que le da excelentes cualidades para uso recreativo debido a su temperatura (de entre 27 °C a 30 °C) y su cristalinidad.

## Fauna y flora
La fauna de las laderas se compone de diversos mamíferos como monos aulladores, que son los más representativos y visibles del lugar. También se pueden observar venados, coyotes, zarigüeyas y guardatinajas. Dentro de la laguna habitan guapotes, mojarras, cangrejos, camarones, otros artrópodos acuáticos, y algunas especies autóctonas. Se han introducido tilapias que amenazan la existencia de las especies nativas. Batracios y reptiles aprovechan el agua y conllevan una vida fuera y dentro del agua.

## Población
Existe una población incipiente limitada por lo accidentado del terreno. A este núcleo poblacional se le conoce como el Plan de la Laguna. Las actividades económicas locales son la pesca y el turismo. Tras el terremoto del año 2000 se evacuó a parte de la población local a una nueva ubicación cercana llamada Brisas de Apoyo (Granada).

## Turismo
Tanto en el agua como en las laderas se practican diversos deportes como natación, windsurf y buceo.